# Paolo Paruta
Paolo Paruta (ur. 14 maja 1540 w Wenecji, zm. 6 grudnia 1598 tamże) – włoski historyk, teoretyk, polityk i dyplomata, który większość swego życia przepracował w służbie dyplomatycznej republiki weneckiej.
Od młodości wykazywał zamiłowanie do literatury i filozofii. Studiował w Padwie. Poświęcił się nauce historii i polityki. Pracował między innymi jako sekretarz Rady Dziesięciu – jednego z gremiów sprawujących władzę w państwie weneckim. W 1562 roku towarzyszył dyplomacie Michele Suriano w wyprawie na dwór cesarza Maksymiliana II. Jako następca Luigiego Contariniego został mianowany oficjalnym historykiem republiki. Zajmował także między innymi funkcje prokuratora izby pożyczkowej (1580), komisarza rejonu Cadore (1589), gubernatora Brescii (1590–1592) oraz ambasadora na dworze papieskim w Rzymie (1592–1595).
Napisał:
- dialog Della perfezione della vita politica (wyd. 1572–1579)
- Storia della guerra di Cipro (wyd. 1599)
- Discorsi politici (wyd. 1599)
- Istoria Veneziana (wyd. 1605)